# Egloffsteinsches Palais (Erlangen)

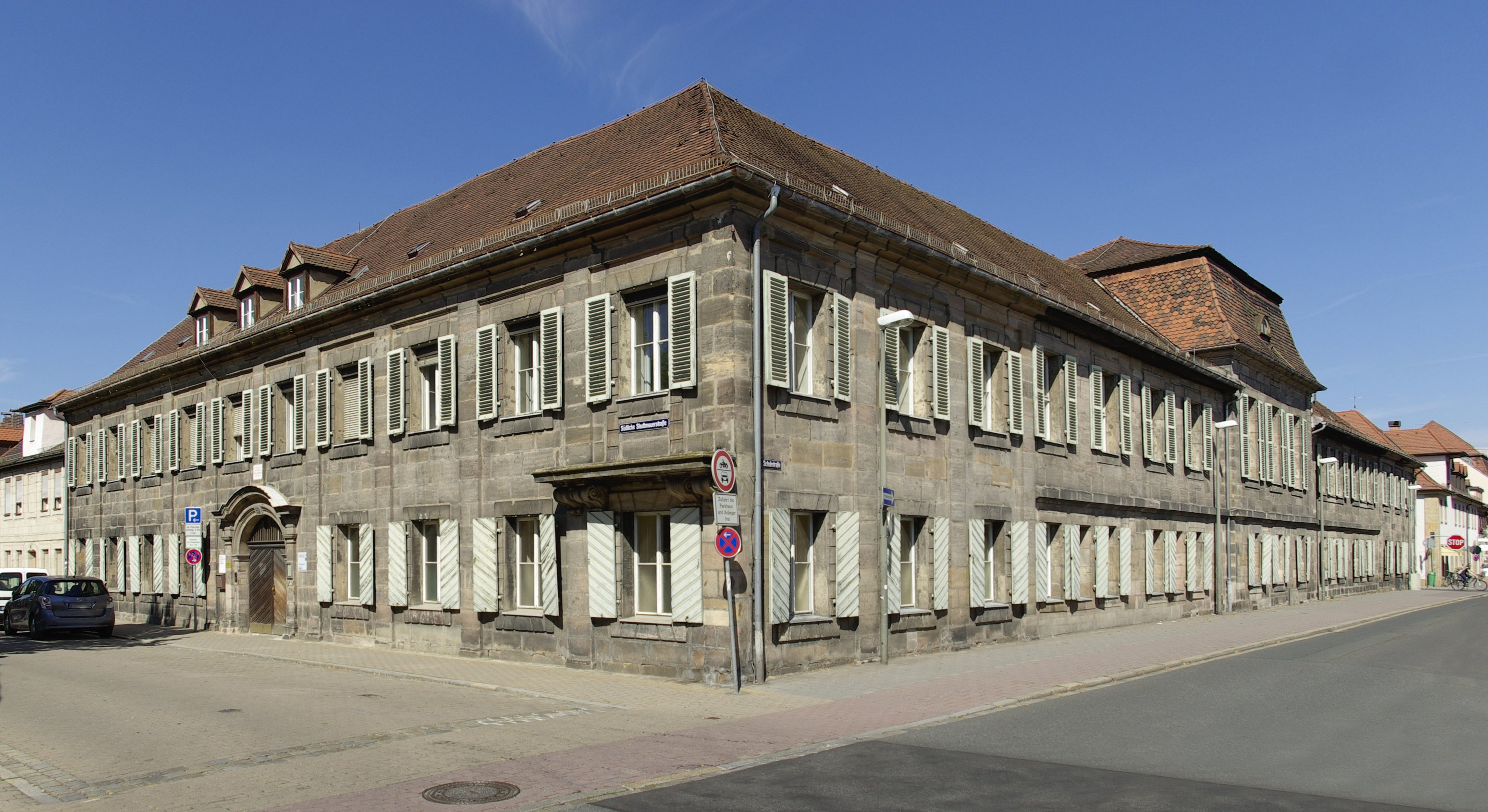
Außenansicht des Egloffsteinschen Palais, Blick auf die Süd- und Ostseite (2012)

Das Egloffsteinsche Palais (auch Palais Egloffstein) ist das größte barocke Adelspalais in Erlangen. Das Gebäude mit den Adressen Friedrichstraße 17 und Südliche Stadtmauerstraße 28 wurde 1718 erbaut und beherbergt heute die Volkshochschule der Stadt Erlangen sowie das Deutsch-Französische Institut Erlangen.

## Beschreibung

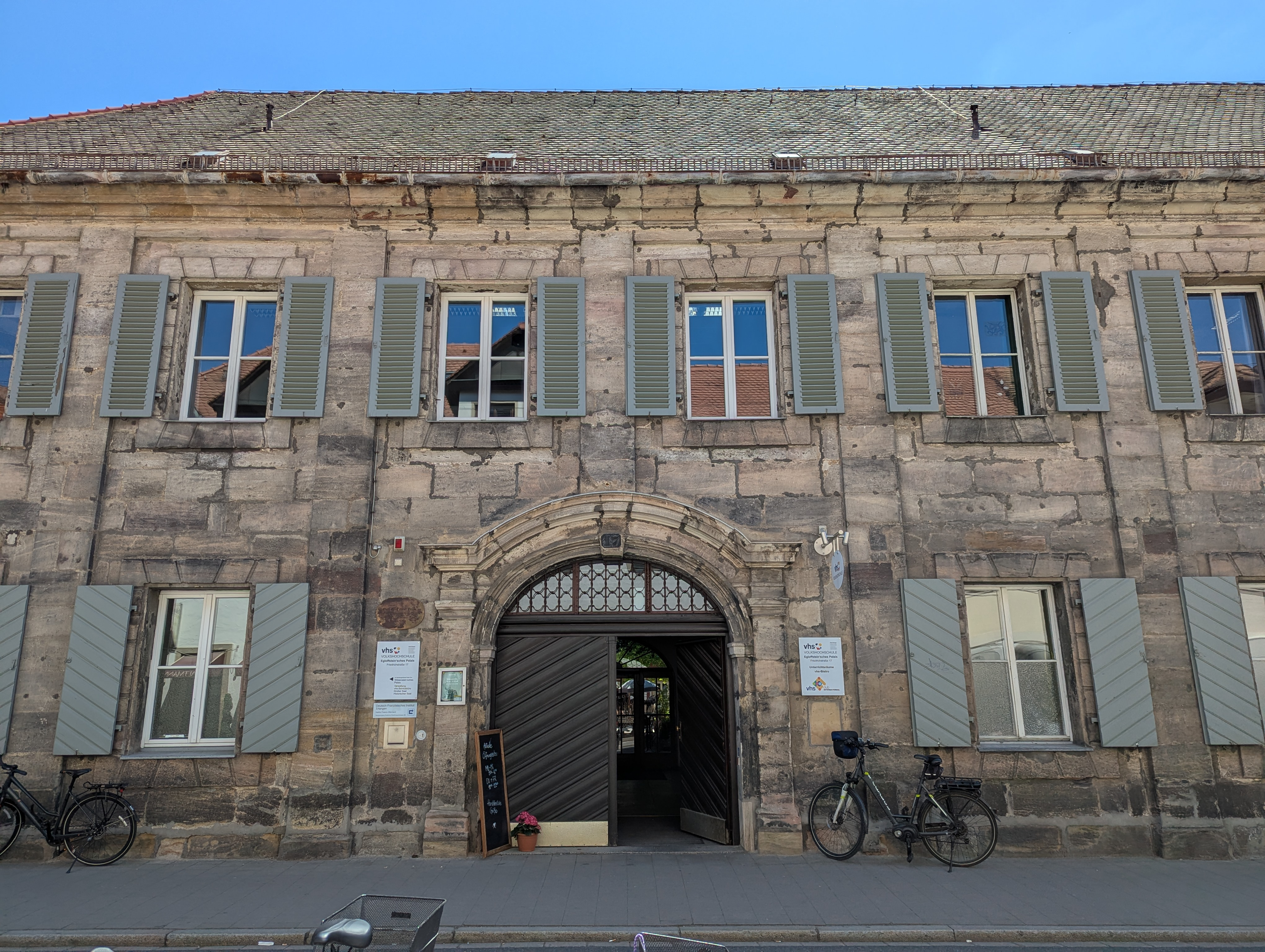
Egloffsteinsches Palais in Erlangen, Ansicht von der Friedrichstraße 17 (2025)

Die durchweg zweigeschossige Vierflügelanlage aus unverputzten Sandsteinquadern liegt in der Erlanger Neustadt. Der Gebäudekomplex stellt den östlichen Kopfbau des Häuserblocks zwischen Friedrichstraße im Norden und Südlicher Stadtmauerstraße im Süden dar. Die drei Straßenflügel werden durch Walmdächer bedeckt. Mit einer Grundfläche von 30 × 63 Metern ist das Egloffsteiner Palais der größte der ehemaligen Adelssitze in Erlangen. Der vom Hof aus zugängliche vierte Flügel im Westen des Komplexes, der wohl anstelle eines Gartens errichtet wurde, enthielt früher Pferdestallungen und Wagenremisen.
Die östliche Front zur Schuhstraße hin weist 21 Fensterachsen auf, wobei die drei mittleren Achsen durch einen als Risalit gestalteten Saalbau mit Mansarddach betont werden. Die Ecken des im Obergeschoss etwas erhöhten Risalits sind mit Lisenen ausgezeichnet. Weitere Lisenen gliedern die jeweils dreiachsigen Eckabschnitte der Fassade, deren in Dreiergruppen angeordneten Fenster flache Rahmungen aufweisen. Mit Ausnahme der Eckabschnitte verläuft zwischen Erd- und Obergeschoss ein Gurtgesims.
Die Fassaden der Nord- und Südflügel des Palais weisen jeweils zehn Achsen auf und sind wie Eckzonen der östlichen Front an der Schuhstraße gegliedert. Axial besitzen diese Fassaden jeweils ein Korbbogen-Portal mit Bügelverdachung auf dorischen Pilastern und schmiedeeisernen Oberlicht. Die Südfront besitzt zudem an der rechten Eckachse einen Balkon auf Konsolvoluten, bei dem die Brüstung allerdings entfernt und die Balkontür zu einem Fenster hochgemauert wurde. August Gebeßler vermutet aufgrund der „mit sparsamen Mittelen bewirkte[n], organische[n] Belebung der Hauptfront“, dass die Planung von einem der bedeutenderen Architekten Erlangens stammt.

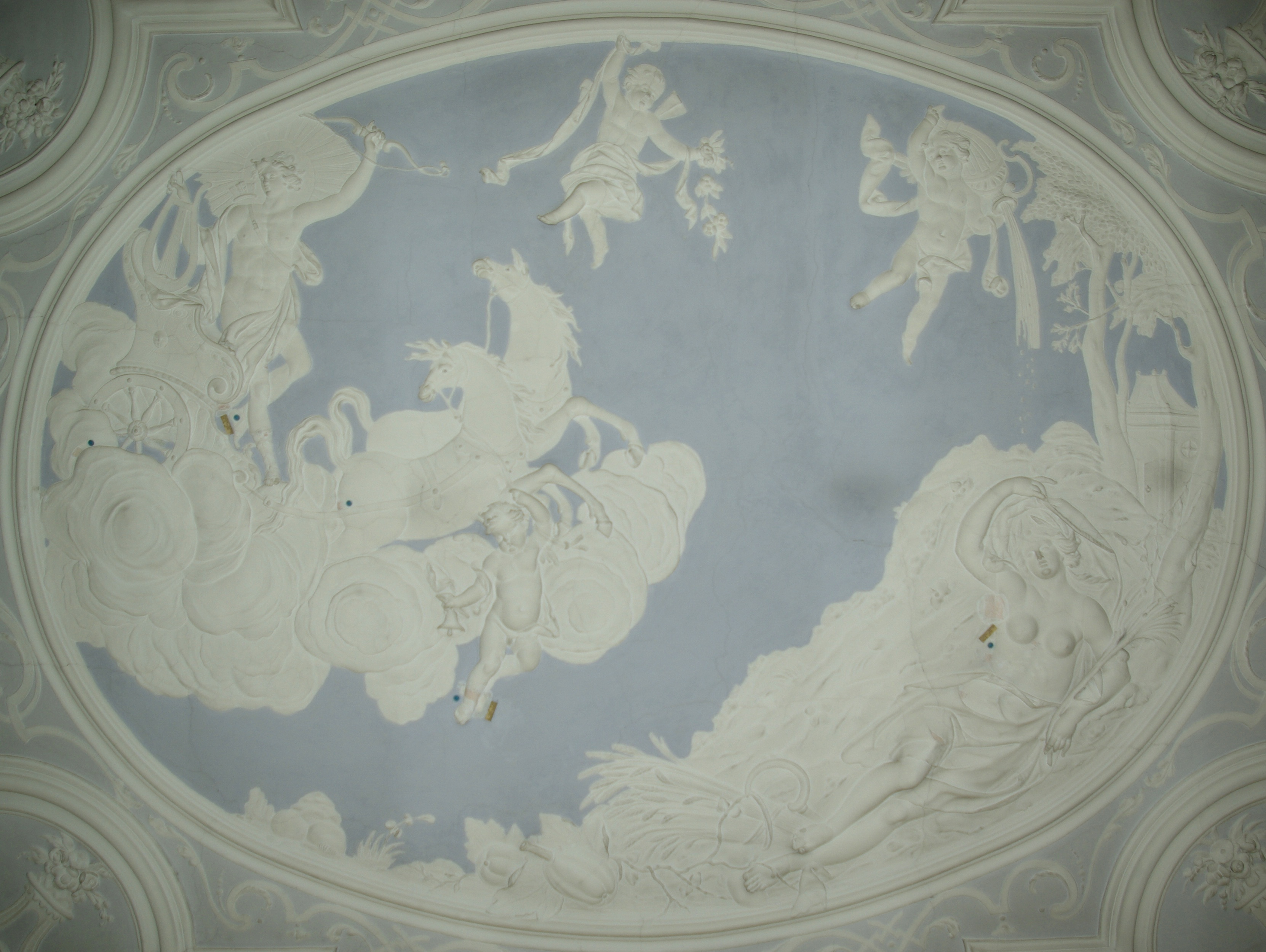
Festsaal des Palais, Ansicht des Deckenfeldes mit Apollo und Ceres (2012)

Im Inneren ist vor allem der Festsaal im Obergeschoss des Saalbaus bemerkenswert, dessen bedeutende Stuckausstattung dem Bayreuther Meister Andrea Domenico Cadenazzi zugeschrieben wird und aus den Jahren 1720 bis 1725 stammt. Das ovale Deckenfeld des Saales zeigt als Flachrelief Apollo auf dem Sonnenwagen und die liegende Göttin Ceres, umgeben von reich motivierten Bandel- und Gitterwerk. Über den stirnseitigen Marmorkaminen befinden sich in dekorativen Wandfeldern Reliefbüsten römischer Kaiser unter Lambrequins. In den Ecken stehen Kandelaber aus Stuck, deren bewegter Aufbau mit Putti-Medaillons verziert ist. Einfache gefelderte Stuckdecken finden sich darüber hinaus in den Eingangshallen. Die übrige Stuckausstattung ist nicht mehr vorhanden.
Erhalten haben sich außerdem die Treppengeländer aus Holzbalustern und die Holzgalerie des Hofes mit gedrehten Balustern.

## Geschichte
Das Egloffsteinsche Palais wurde 1718 für Carl Maximilian von Egloffstein am damaligen Stadtrand an der heutigen Friedrichstraße erbaut, an der sich in der Folge auch andere Adelsfamilien niederließen. 1723 erteilte der Markgraf von Bayreuth Egloffstein für das Haus die Befreiung von allen Lasten in Kriegs- und Friedenszeiten. Nach dem Tod von Carl Maximilian von Egloffstein im Jahr 1733 ging das Palais an seinen Neffen Albrecht Christoph über, der es aufgrund finanzieller Probleme bereits um 1739 an die markgräfliche Regierung verkaufte. Diese nutzte das Gebäude für kurze Zeit zur Unterbringung der Erlanger Amtshauptmannschaft, bevor sie es 1745 im Tausch gegen ein Haus in Bayreuth der Universität Erlangen überließ, die dort die Einrichtung eines anatomisches Theaters, eines chemischen Laboratoriums und einer Sternwarte beabsichtigte. Aufgrund fehlender finanzieller Mittel konnten diese Pläne jedoch nicht umgesetzt werden. Nachdem die Universität keine passende Verwendung für das Egloffsteinsche Palais gefunden hatte, verkaufte sie es 1749 für insgesamt 8000 Gulden an die Stadt Erlangen. 
Im Vorderhaus an der Friedrichstraße richtete die Stadt 1750 ein Armen- und Arbeitshaus ein. Anlass hierfür war die Missernte des Jahres 1746 gewesen, die zu einer großen Not in den unteren sozialen Schichten geführt hatte. Gleichzeitig wurde im Hinterhaus an der südlichen Stadtmauerstraße ein Waisenhaus als Maßnahme gegen den Kinderbettel untergebracht. Nachdem das Armen- und Beschäftigungshaus bereits nach kurzer Zeit wieder eingegangen war, beschloss die Stadt das Anwesen zu teilen: Während das Waisenhaus im Rückgebäude weiter bestand, wurde der Gebäudeteil an der Friedrichstraße zusammen mit dem Saalbau an der Schuhstraße im Jahr 1763 für ca. 5100 Gulden an den Geheimrat und Freiherrn Johann Gustav Adolf Buirette von Oehlefeld verkauft, dessen Familie eine bedeutende Rolle in der Geschichte Erlangens im 17. und 18. Jahrhundert spielte. Nach dem Tod Johann Gustav Adolfs 1803 veräußerten seine Frau und sein Sohn Karl Ludwig das Haus an der Friedrichstraße an die beiden Kinder des Geheimrats Friedrich August von Ausin, ein Schwager Karl Ludwig Buirette von Oehlefelds. Ausin war Stadtpräsident und stand damit an der Spitze der Verwaltung Erlangens. Der Wert des Anwesens wurde 1815 auf 26.050 Gulden geschätzt. 
Ausins Sohn Alexander, der ab 1828 alleiniger Besitzer des Gebäudes an der Friedrichstraße war, verkaufte es 1836 an den Tabakfabrikanten Christoph Simmerlein aus Bruck, der das Haus zu einer Tabakfabrik umbaute. Seine Erben veräußerten das Anwesen schließlich 1860 an die Stadt Erlangen, womit beide Teile des Egloffsteinschen Palais wieder in einer Hand waren.

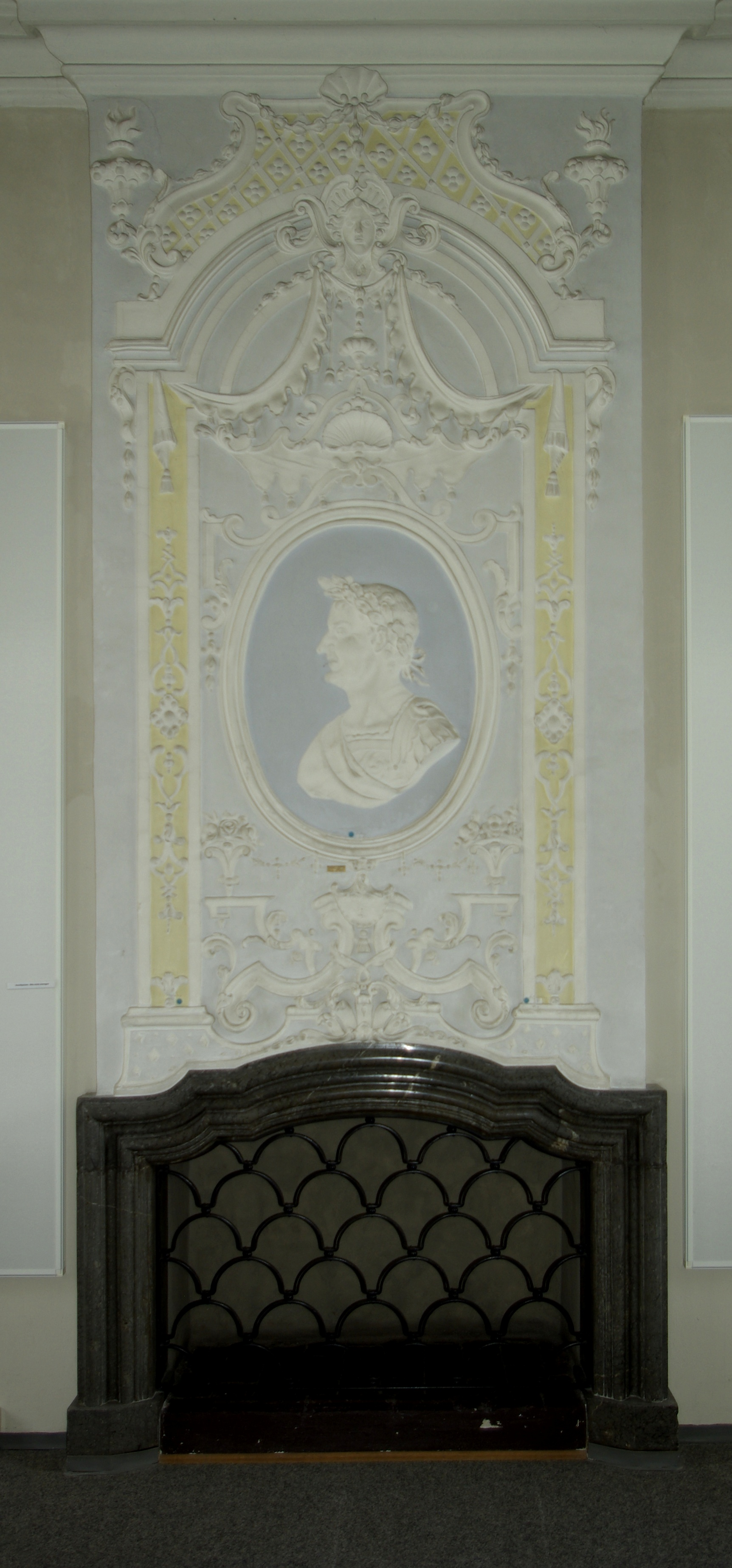
Marmorkamin im Festsaal des Palais, darüber Wandfeld mit Reliefbüste eines römischen Kaisers (2012)

Das Rückgebäude blieb nach dem Verkauf des Vorderhauses an Buirette von Oehlefeld 1763 im Besitz der Stadt, die dort weiterhin ein Waisenhaus betrieb. Letzteres wurde 1776 mit dem vom Theologieprofessor Georg Friedrich Seiler gegründeten Armeninstitut verbunden, wodurch die etwa 60 bis 100 Kinder nun auch Elementarunterricht erhielten. 1783/84 wurde das zuvor nur eingeschossige Haus an der südlichen Stadtmauerstraße um einen Stock erhöht. Das Obergeschoss diente in der Folge als Wohnung. Aufgrund sinkender finanzieller Mittel wurde das Waisenhaus zusammen mit der Armenschule 1806 geschlossen und die Kinder zur Pflege an bürgerliche Familien gegeben, wodurch nun auch das Erdgeschoss vermietet werden konnte. Der bekannteste Bewohner dieser Zeit war der Dichter und Orientalist Friedrich Rückert, der mit seiner Familie zwischen ab Frühjahr 1832 im ersten Stock des ehemaligen Waisenhauses lebte. Zur Wohnung gehörte auch ein Garten auf der gegenüberliegenden Straßenseite an der damaligen Stadtmauer. Im Winter 1833/34 starben die Kinder Ernst und Luise im Egloffsteinschen Palais, deren Tod Rückert in den bekannten Kindertodtenliedern verarbeitete. 1837 zog die Landwirtschafts- und Gewerbeschule in das ehemalige Waisenhaus umzog, musste Rückert mit seiner Familie 1838 ausziehen. An ihn erinnert heute eine Gedenktafel an der Fassade des Hauses. 
Nachdem die Stadt wieder in den Besitz des gesamten Egloffsteinschen Palais gekommen war, verblieb die Landwirtschafts- und Gewerbeschule zunächst im Rückgebäude, während im Vorderhaus an der Friedrichstraße von 1868 bis 1877 Teile des 6. Königlich Bayerischen Jägerbataillons unterkamen. Nach dessen Umzug in eine neue Kaserne diente das gesamte Gebäude ab 1877 zur Unterbringung der sechsstufigen Realschule, die aus der Landwirtschafts- und Gewerbeschule hervorgegangen war und 1924 verstaatlicht wurde. 1927 wurde die Schule in eine Oberrealschule mit vollwertigem Abitur umgewandelt. Die Räumlichkeiten im Egloffsteinschen Palais reichten bald nicht mehr aus, wodurch jahrelang Klassen in andere Schulen ausgelagert werden mussten. Erst ab 1954 konnte die Schule, die heute als Ohm-Gymnasium firmiert, einen Neubau im Süden Erlangens beziehen. Das Egloffsteinsche Palais indes beherbergte nach einer Renovierung ab 1958 die Erlanger Stadtbücherei, die aber bereits ab 1971 an ihren heutigen Standort in das Stutterheimsche Palais zog. Danach diente das Egloffsteinsche Palais bis 1998 als Sitz der staatlichen Fachoberschule, wobei erneut zahlreiche Klassen ausgelagert werden mussten.
Im Laufe des 20. Jahrhunderts wurde das Egloffsteinsche Palais mehrfach umgestaltet und dabei auch die Fassade zur Schuhstraße hin verändert. Seit 1998 steht das Gebäude ausschließlich der Volkshochschule zur Verfügung. Bis auf den westlichen Flügel steht das gesamte Palais unter Denkmalschutz.:48